# Święty Łukasz (obraz El Greca, wersja z Almadrones)
Święty Łukasz – obraz hiszpańskiego malarza pochodzenia greckiego Dominikosa Theotokopulosa, znanego jako El Greco.
Portret Łukasza Ewangelisty występował w kilku seriach Apostolados. W serii z Oviedo i w tzw. serii Arteche został przedstawiony w bardzo podobny sposób: en face, jako mężczyznę w średnim wieku, o ciemnym zaroście (Święty Łukasz z Arteche). W wersji z Indianapolis św. Łukasz został przedstawiony w bardzo odmienny sposób. Ukazany został lewym profilem, jako mężczyzna w podeszłym już wieku, z siwą brodą i z rzadkimi włosami. Na sobie ma jasno zieloną szatę z żółtym płaszczem przewieszonym przez prawe ramię. W dłoniach trzyma pióro i księgę, atrybuty wyróżniające go jako autora jednej z Ewangelii, przy czym księga jest jakby zawieszona w powietrzu; nie widać oparcia dla niej, bo lewa dłoń jedynie spoczywa na jej okładce.

## Proweniencja
Wersja z Indianapolis należy do cyklu Apostolados pochodzących z kościoła Almadrones, małego miasteczka w hiszpańskiej prowincji Guadalajara. Podczas wojny domowej, świątynia uległa uszkodzeniu, a dziewięć wizerunków świętych zostało ukrytych i następnie sprzedanych i legalnie wywiezionych do Clowes Fundusz Collection. W 1958 roku obraz został podarowany do Indianapolis Museum of Art.
Harold Wethey, amerykański historyk sztuki, wymienia jedną kopię atrybucję której przypisuje El Grecowi i jego pracowni. Obraz znajdował się (1962) w Rosario, w Museo Municipal de Bellas Artes (obecnie nie występuje w katalogu kolekcji muzeum).